# Třída Knud Rasmussen
Třída Knud Rasmussen je třída oceánských hlídkových lodí dánského královského námořnictva. Tvoří ji tři jednotky. Jejich hlavním operačním prostorem je severní Atlantik a Arktida. Ve službě nahradily hlídkové lodě třídy Agdlek.

## Pozadí vzniku
Stavba dvou jednotek této třídy byla objednána v roce 2004. Postaveny byly v letech 2005–2009. hlavním kontraktorem programu byla dánská loděnice Karstensens Skibsværft, přičemž trupy byly postaveny polskou loděnicí Stocznia Pólnocna v Gdaňsku. Roku 2013 byla objednána ještě třetí jednotka Lauge Koch.
Jednotky třídy Knud Rasmussen:
| Jméno                  | Založení kýlu | Spuštěna       | Vstup do služby   | Status  |
| ---------------------- | ------------- | -------------- | ----------------- | ------- |
| Knud Rasmussen (P570)  | listopad 2005 | 19. října 2006 | 18. února 2008    | aktivní |
| Ejnar Mikkelsen (P571) |               | 1. června 2007 | 16. ledna 2009    | aktivní |
| Lauge Koch (P572)      | 2014          |                | 11. prosince 2017 | aktivní |

## Konstrukce

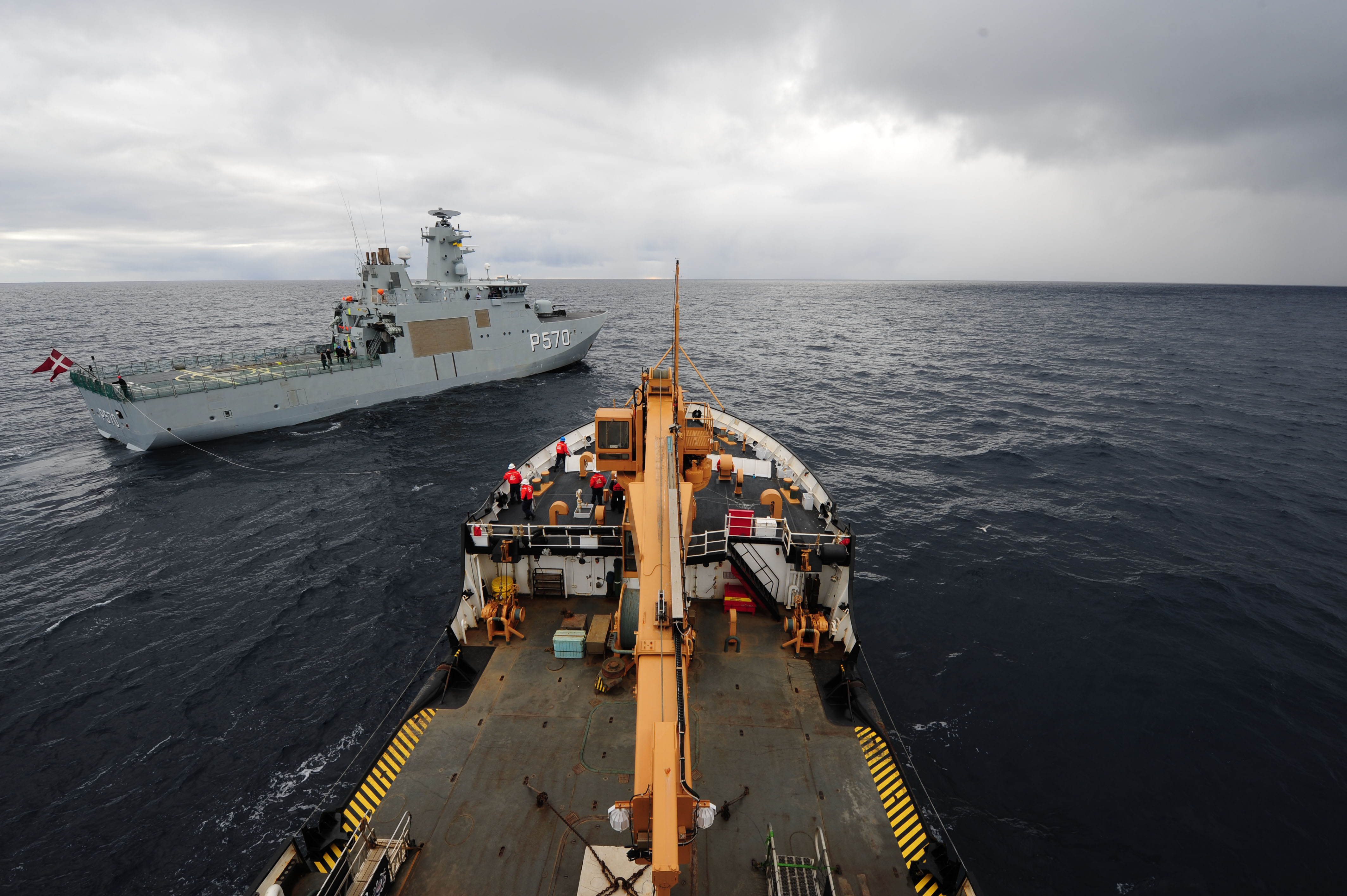
Knud Rasmussen (P570)

Hlavní výzbroj tvoří jeden 76mm kanón OTO Melara Compact na přídi, který doplňují dva 12,7mm kulomety TMG M/50. Dále jsou na palubě dva sloty pro modulární vybavení StanFlex. Výzbroj tak mohou rozšířit protiletadlové řízené střely RIM-162 ESSM a lehká protiponorková torpéda MU90 Impact. Na bocích trupu plavidla nesou dva rychlé čluny RHIB, ukryté pod roletami. Ty doplňuje jeden rychlý člun LCP umístěný v nákladovém prostoru pod přistávací plochou pro vrtulníky. Člun LCP je vypouštěn rampou na zádi a slouží například pro záchranné mise. Z přistávací plochy může operovat střední vrtulník, plavidlo ovšem není vybaveno hangárem. Vrtulníky ale mohou na palubě natankovat. Pohonný systém tvoří dva diesely MAN 8L27/28, každý o výkonu 4400 hp, pohánějící prostřednictvím jednu převodovek Renk NDSL 2500 jedna lodní šroub se stavitelnými lopatkami MAN Alpha VBS 1080. Nejvyšší rychlost dosahuje 17 uzlů.